# Sol - koalition för Europa
Sol - koalition för Europa är en valkartell som ställde upp i parlamentsvalet i Makedonien, den 1 juni 2008.
Följande partier ingick:
- Makedoniens socialdemokratiska union
- Nya Socialdemokratiska partiet
- Liberaldemokraterna
- Makedoniens liberala parti
- Nytt alternativ
- Makedoniens gröna parti
- Pensionärspartiet i republiken Makedonien
- Vlakernas demokratiska förbund

Koalitionen erövrade 233 284 röster (23,64 %) och 27 av de 120 mandaten i parlamentet Sobranie.